# Richtlinie zur Förderung der Beratung von Unternehmen der Außer-Haus-Verpflegung zum vermehrten Einsatz von Produkten des ökologischen Landbaus
Die Richtlinie zur Förderung der Beratung von Unternehmen der Außer-Haus-Verpflegung zum vermehrten Einsatz von Produkten des ökologischen Landbaus (RIBE) vom 30. September 2022 ist eine am 4. November 2022 im Bundesanzeiger veröffentlichte Förderrichtlinie des Bundesministeriums für Ernährung und Landwirtschaft.

## Zielsetzung und Inhalt
Die Bundesregierung unter Kanzler Scholz verfolgte nach eigenen Angaben das Ziel von 30 % ökologischem Landbau im Jahr 2030. Um dieses Ziel zu erreichen, sollte auch der Anteil an Bio-Lebensmitteln in Speiseangeboten der Außer-Haus-Verpflegung gesteigert werden. Die hier behandelte Verwaltungsvorschrift regelt, dass Unternehmen dieser Branche, welche den Bio-Anteil auf mindestens 30 % des geldwerten Wareneinsatzes erhöhen wollen, entsprechende Beratungen und Schulungen für Mitarbeiter mit bis zu 90 % der Beratungskosten fördern lassen können, wobei in speziellen Fällen absolute Maximalbeträge definiert sind. Es besteht allerdings kein Anspruch auf Förderung, weil „die Bewilligungsbehörde aufgrund ihres pflichtgemäßen Ermessens im Rahmen der Haushaltsmittel“ entscheidet.

## Rechtsgrundlage
Ausweislich Absatz 1.2 erfolgen die Förderungen auf Grundlage der §§ 23 und 44 der Bundeshaushaltsordnung (BHO) und der hier behandelten Richtlinie im Rahmen des Anwendungsbereichs der EU-Verordnung Nr. 1407/2013 (sog. de-minimis-Verordnung).

## Weitere Maßnahmen
Die Verordnung ist in weitere Maßnahmen mit der gleichen Zielsetzung eingebettet:
- Bio-Außer-Haus-Verpflegung-Verordnung[5]
- Informationskampagne „Bio kann jeder – in Schulen und Kita“[1][2]
- Initiative „BioBitte – Mehr Bio in öffentlichen Kantinen“: kostenfreies Informationsangebot[1][2]
- mehr Bio-Lebensmittel in Kantinen des Bundes[1]
- Modellregionenwettbewerb „Ernährungswende in der Region“[1][6]